# Orbán-hegy
Orbán-hegy (Góra Urbana) – wzgórze (296 m n.p.m.) na Węgrzech, położone w Górach Budzińskich pomiędzy Isten-hegy i Márton-hegy, w XII dzielnicy Budapesztu. Zbudowane z budzińskiego margla, pokrytego warstwą lessu.

## Opis
W średniowieczu na zboczach wzgórza istniała winnica serwitów. Według dawnych przekonań święty Urban był uważany za patrona winiarzy i przypuszczalnie wzgórze otrzymało jego imię ze względu na wzniesiony tu pomnik świętego. Na przełęczy między Orbán-hegy i Kis-Sváb-hegy położony jest plac Orbán tér, będący skrzyżowaniem wielu dróg. Przy placu stoi pomnik tzw. Gerlitzy-oltár, który według tradycji powstał dla uczczenia Ignáca Martinovicsa i jego towarzyszy.
W czasie wykopalisk, prowadzonych w lipcu 1938 r. przez Sándora Garádyego, znaleziono ślady średniowiecznego wodociągu, a w okolicy placu natrafiono znaleziska z okresu rzymskiego.

## ŹródłoOrbán-forrás
Na skraju placu biło źródło Orbán-forrás (nazywane również Ágnes-forrás lub Fodor utcai forrás), w którym woda zanikła po jego przekierowaniu i zabudowaniu okolicy.